# Kajsa Ernst
Kajsa Anna-Karin Linnéa Ernst, född 4 augusti 1962 i Kortedala församling, Göteborg, är en svensk skådespelare. 

## Biografi
Kajsa Ernst började som 16-åring i Nöjesteatern i Malmö. Efter avslutad utbildning var hon i tio år vid Helsingborgs stadsteater, där hon medverkade i uppsättningar som bland annat Byggmästare Solness, Spindelkvinnans kyss och Knäckebröd och hovmästarsås. 1982 dansade hon i baletten hos Nils Poppe på Fredriksdalsteatern och 1990 spelade hon en roll i Två man om en änka på samma scen. 
År 1998 flyttade Kajsa Ernst till Stockholm. Hon gjorde filmdebut i Kjell Sundvalls Tomten är far till alla barnen (1999), och har även medverkat i filmer som Miffo (2003), Masjävlar (2004, Guldbagge  för bästa kvinnliga biroll) och Järnets änglar.
Kajsa Ernst var gift med skådespelaren och regissören Göran Stangertz från 2009 fram till hans död 2012.

## Filmografi
- 1991 – Två man om en änka
- 1999 – En dag i taget (TV-serie)
- 1999 – Tomten är far till alla barnen
- 2001 – Beck – Hämndens pris
- 2003 – Miffo
- 2003 – Paragraf 9 (TV-serie)
- 2004 – Masjävlar
- 2004 – Graven (TV-serie)
- 2005 – Länge leve Lennart
- 2005 – Medicinmannen (TV-serie)
- 2005 – Wallander – Mörkret
- 2006 – Kronprinsessan (TV-serie)
- 2006 – Brandvägg (TV-serie)
- 2006 – Bota mig! (TV-serie)
- 2006 – Små mirakel och stora
- 2006 – Enhälligt beslut
- 2006 – Pressure
- 2007 – Gangster
- 2007 – Järnets änglar
- 2007 – Brandvägg (TV-serie)
- 2008 – Kungamordet (TV-serie)
- 2010 – Änglavakt
- 2010 – Hotell Gyllene Knorren (TV-serie)
- 2010 – Drottningoffret (TV-serie)
- 2011 – Anno 1790 (TV-serie)
- 2012 – Jag vill ha allt
- 2012 – Nobels testamente
- 2012 – Prime Time
- 2012 – Studio Sex
- 2012 – Den röda vargen
- 2012 – Livstid
- 2012 – En plats i solen
- 2013 – Lasse-Majas detektivbyrå – von Broms hemlighet
- 2014 – Söder om Folkungagatan (TV-serie)
- 2015 – En underbar jävla jul
- 2016–2019 – Finaste familjen (TV-serie)
- 2017 – Morden i Sandhamn (TV-serie)
- 2017 – Agenterna (TV-serie)
- 2018 – Stackars djur
- 2018 – Sthlm Rekviem (TV-serie)
- 2018 – Stjärnorna på slottet (TV-serie)
- 2019 – Fartblinda (TV-serie)
- 2020 – Tove
- 2020 – Min pappa Marianne
- 2020 – Sommaren 85 (TV-serie)
- 2021 – Huss (TV-serie)
- 2023 – Sanningen (TV-serie)

## Teater

### Roller (ej komplett)
| År   | Roll                  | Produktion                                                                                                 | Regi                          | Teater                                 |
| ---- | --------------------- | --- | ----------------------------- | -------------------------------------- |
| 1988 | Guillemette           | Farsen om advokaten Pathelin (La Farce de maître Pierre Pathelin)                                          | Jan Nielsen                   | Helsingborgs stadsteater               |
| 1989 | Harriet               | Sagan om den sönderslitna dockan (El circulito de tiza o Historia de una muñeca abandonada) Alfonso Sastre | Hans Polster                  | Helsingborgs stadsteater               |
| 1989 | Hedvig Elisabeth      | Knäckebröd med hovmästarsås Magnus Nilsson                                                                 | Ernst Günther Peter Wahlqvist | Helsingborgs stadsteater               |
| 1990 | Fröken Hilde Wangel   | Byggmästare Solness (Bygmester Solness) Henrik Ibsen                                                       | Marianne Rolf                 | Helsingborgs stadsteater               |
| 1990 | Sofie                 | Två man om en änka (Der Regimentspapa) Rickard Kessler och Heinrich Stobitzer                              | Claes Sylwander               | Fredriksdalsteatern                    |
| 1990 | Henriette             | Vår fantastiska pappa (Le voyage de Monsieur Perrichon) Eugène Labiche                                     | Gordon Marsh                  | Helsingborgs stadsteater               |
| 1991 | Mary Hawley           | Maratondansen (They shoot horses, don't they?) Horace McCoy                                                | Tom Lagerborg                 | Helsingborgs stadsteater               |
| 1992 | Abigail               | Häxjakten (The Crucible) Arthur Miller                                                                     | Håkan Lindhé                  | Helsingborgs stadsteater               |
| 1993 | Portia                | Köpmannen i Venedig (The Merchant of Venice) William Shakespeare                                           | Göran Stangertz               | Helsingborgs stadsteater               |
| 1993 | Jaqueline             | Jo, det gällde annonsen (La bonne adresse) Marc Camoletti                                                  | Arne Strömgren                | Helsingborgs stadsteater               |
| 1993 | Gerda                 | Pelikanen August Strindberg                                                                                | Kerstin Birde                 | Helsingborgs stadsteater               |
| 1994 |                       | De sista (Последние, Posledniye) Maksim Gorkij                                                             | Ronnie Hallgren               | Helsingborgs stadsteater               |
| 1995 | Akashi                | Första steget (Shattered Secrets) Libbe S.Halevy                                                           | Göran Stangertz               | Helsingborgs stadsteater               |
| 1995 | Dora                  | Svanen (The Swan) Elizabeth Egloff                                                                         | Thomas Müller                 | Helsingborgs stadsteater               |
| 1995 | Belinda               | En fröjdefull jul (Season's Greetings) Alan Ayckbourn                                                      | Marianne Rolf                 | Helsingborgs stadsteater               |
| 1996 | Spindelkvinnan Aurora | Spindelkvinnans kyss (Kiss of the Spider Woman) John Kander, Fred Ebb och Terrence McNally                 | Ronny Danielsson              | Helsingborgs stadsteater               |
| 1998 | Helena                | Lustgården (Liebhaverne) Nikoline Werdelin(da)                                                             | Kim Bjarke                    | Helsingborgs stadsteater               |
| 2000 | Moster 2              | Pepparrotslandet Magnus Nilsson                                                                            | Magnus Nilsson                | Stockholms stadsteater                 |
| 2007 | Kerstin               | Camping Klas Abrahamsson                                                                                   | Aslak Moe                     | Helsingborgs stadsteater               |
| 2008 | Gronja                | Lögn i helvete (The Lying Kind) Anthony Neilson                                                            | Lars Amble                    | Vasateatern, flyttad till Chinateatern |
| 2012 | Patient Griselda      | Top Girls Caryl Churchill                                                                                  | Olof Hanson                   | Stockholms stadsteater                 |
| 2016 | Medverkande           | Maratondansen (They shoot horses, don't they?) Horace McCoy                                                | Kenneth Kvarnström            | Kulturhuset Stadsteatern               |
| 2017 | Gunhild Borkman       | Bankdirektör Borkman (John Gabriel Borkman) Henrik Ibsen                                                   | Dritëro Kasapi                | Kulturhuset Stadsteatern               |
| 2018 | Madge                 | Påklädaren (The Dresser) Ronald Harwood                                                                    | Eva Dahlman (skådespelare)    | Dramaten                               |
| 2018 | Mary Page             | Mary Page Marlowe Tracy Letts                                                                              | Alexander Mørk-Eidem          | Dramaten                               |
| 2021 | Flo Manero            | Saturday Night Fever Robert Stigwood                                                                       | Anders Albien                 | Chinateatern                           |